# Cordulisantosia marshalli
Cordulisantosia marshalli là loài chuồn chuồn trong họ Corduliidae. Loài này được Costa & Santos miêu tả khoa học đầu tiên năm 1992.